# تریومف دیتونا موتو۲ ۷۶۵
تریومف دیتونا موتو۲ ۷۶۵ (انگلیسی: Triumph Daytona Moto2 765) یک موتور اسپرت با انجین سه‌سیلندر و قدرت ۱۳۰ اسب بخار که توسط کمپانی تریومف تولید شده است. همچنین حداکثر سرعت این موتورسیکلت ۲۴۵ کیلومتر بر ساعت می‌باشد.